# 양자 진공 상태

원자 내 전자의 에너지 준위: 바닥 상태 및 들뜬 상태. 양자장론에서 바닥 상태는 일반적으로 진공 상태 또는 진공이라고 불린다.

양자장론에서 양자 진공 상태(영어: Quantum vacuum state, 또는 양자 진공(quantum vacuum), 진공 상태(vacuum state))는 가능한 가장 낮은 에너지를 가진 양자 상태이다. 일반적으로 물리적 입자를 포함하지 않는다. 그러나 양자 진공은 단순한 빈 공간이 아니라, 대신 양자장 안팎으로 튀어나오는 순간적인 전자기파와 입자를 포함한다.
양자 전기역학(QED)의 QED 진공은 개발된 최초의 양자장론 진공이었다. QED는 1930년대에 시작되었으며, 1940년대 후반과 1950년대 초반에 리처드 파인만, 도모나가 신이치로, 줄리언 슈윙거에 의해 재정립되었고, 이들은 1965년 이 연구로 노벨상을 공동 수상했다. 오늘날 전자기 상호작용과 약한 상호작용은 전기·약 작용 이론에서 (매우 높은 에너지에서만) 통합된다.
표준 모형은 QED 연구를 확장하여 알려진 모든 기본 입자와 그 상호작용(중력 제외)을 포함한다. 양자 색역학(QCD)은 강한 상호작용을 다루는 표준 모형의 일부이며, QCD 진공은 양자 색역학의 진공이다. 이는 대형 강입자 충돌기와 상대론적 중이온 충돌기에서 연구 대상이며, 소위 강한 상호작용의 진공 구조와 관련이 있다.

## 0이 아닌 기댓값
양자장론이 섭동 이론을 통해 정확하게 설명될 수 있다면, 진공의 속성은 양자 역학적 조화 진동자의 바닥 상태 또는 더 정확하게는 측정 문제의 바닥 상태의 속성과 유사하다. 이 경우, 모든 장 연산자의 진공 기댓값은 사라진다. 낮은 에너지에서 섭동 이론이 실패하는 양자장론(예: 양자 색역학 또는 초전도 현상의 BCS 이론)의 경우, 장 연산자는 자발 대칭 깨짐에 의해 0이 아닌 진공 기댓값을 얻을 수 있다. 표준 모형에서, 힉스 장은 전기·약 작용 대칭이 깨질 때 0이 아닌 기댓값을 얻으며, 이것이 다른 입자 질량의 일부를 설명한다.

## 에너지
진공 상태는 영점 에너지와 연관되어 있으며, 이 영점 에너지(가장 낮은 가능한 에너지 상태와 동일)는 측정 가능한 효과를 가진다. 이는 실험실에서 카시미르 효과로 감지될 수 있다. 물리 우주론에서 우주 진공의 에너지는 우주상수로 나타난다. 1입방 센티미터의 빈 공간 에너지는 비유적으로 에르그의 1조분의 1(또는 0.6 eV)로 계산되었다. 잠재적인 모든 것의 이론에 부과되는 뛰어난 요구 사항은 양자 진공 상태의 에너지가 물리적으로 관찰된 우주상수를 설명해야 한다는 것이다.

## 대칭
상대성이론적 장론의 경우, 진공은 푸앵카레 불변이며, 이는 와이트먼 공리계에서 비롯되지만 이 공리계 없이도 직접 증명할 수 있다. 푸앵카레 불변성은 스칼라 조합의 장 연산자만이 0이 아닌 진공 기댓값을 가짐을 의미한다. 진공은 장론의 라그랑지언의 일부 내부 대칭을 깰 수 있다. 이 경우, 진공은 이론이 허용하는 것보다 적은 대칭을 가지며, 자발 대칭 깨짐이 발생했다고 말한다.

## 비선형 유전율
맥스웰 방정식에 대한 양자 보정은 진공에서 미세한 비선형 전기 분극 항을 초래하여, 진공 유전율의 공칭 값 ε0에서 벗어나는 장 의존적 전기 유전율 ε을 발생시킬 것으로 예상된다. 이러한 이론적 발전은 예를 들어 디트리히와 기스에서 설명된다. 양자 전기역학 이론은 QED 진공이 약간의 비선형성을 보여 매우 강한 전기장 존재 시 ε0에 비해 유전율이 미세하게 증가할 것으로 예측한다. 현재 진행 중인 실험적 노력은 강한 전기장이 유효 자유 공간의 투자율을 변경하여 전기장 방향에서 μ0보다 약간 작고 수직 방향에서 μ0보다 약간 큰 값으로 복굴절을 나타낼 가능성이다. 전기장에 노출된 양자 진공은 전기장 이외의 방향으로 전파되는 전자기파에 대해 복굴절을 나타낸다. 이 효과는 커 효과와 유사하지만 물질이 존재하지 않는다. 이 미세한 비선형성은 가상 쌍생성으로 해석될 수 있다. 비선형성이 커지는 특성 전기장 강도는 약 {\displaystyle 1.32\times 10^{18}}V/m로 엄청날 것으로 예측되며, 이를 슈윙거 한계라고 한다. 해당 커 상수는 물의 커 상수보다 약 1020배 작을 것으로 추정되었다. 양자 전기역학 외부의 입자 물리학에서 양색성에 대한 설명도 제안되었다. 이러한 효과를 실험적으로 측정하는 것은 어려운 일이며, 아직 성공하지 못했다.

## 가상 입자
가상 입자의 존재는 양자화된 전자기장의 비교환성에 엄밀하게 근거할 수 있다. 비교환성은 양자 진공에서 장의 평균 값은 사라지지만, 그 분산은 사라지지 않는다는 것을 의미한다. "진공 요동"이라는 용어는 최소 에너지 상태에서 장 세기의 분산을 의미하며, "가상 입자"의 증거로 비유적으로 묘사된다. 때로는 하이젠베르크 에너지-시간 불확정성 원리에 기반하여 가상 입자 또는 분산에 대한 직관적인 그림을 제공하려고 시도한다.
{\displaystyle \Delta E\Delta t\geq {\frac {\hbar }{2}}\,,}
(여기서 ΔE와 Δt는 각각 에너지와 시간의 변화량이며; ΔE는 에너지 측정의 정확도이고 Δt는 측정에 소요된 시간이며, ħ는 환산 플랑크 상수이다) 가상 입자의 짧은 수명이 진공에서 큰 에너지를 "빌려" 단시간 동안 입자 생성을 가능하게 한다는 논리에 따라 주장한다. 가상 입자 현상은 받아들여지지만, 에너지-시간 불확정성 관계에 대한 이러한 해석이 보편적인 것은 아니다. 한 가지 문제는 측정 정확도를 제한하는 불확정성 관계를 시간 불확정성 Δt가 에너지 ΔE를 빌리는 "예산"을 결정하는 것처럼 사용하는 것이다. 또 다른 문제는 에너지와 시간(예를 들어 위치 q와 운동량 p와는 달리)이 정준 교환 관계(예: [q, p] = i ħ)를 만족하지 않기 때문에 이 관계에서 "시간"의 의미이다. 일종의 시간 해석을 가지면서도 에너지와 정준 교환 관계를 만족하는 관측량을 구성하기 위한 다양한 계획이 제시되었다. 에너지-시간 불확정성 원리에 대한 많은 접근 방식은 길고 지속적인 주제이다.

## 양자 진공의 물리적 본질
아스트리드 람브레히트 (2002)에 따르면: "모든 물질을 공간에서 비우고 온도를 절대 영도로 낮추면, 사고 실험에서 양자 진공 상태가 생성된다." 랄프 파울러와 에드워드 A. 구겐하임 (1939/1965)에 따르면, 열역학 제3법칙은 다음과 같이 정확하게 기술될 수 있다.
어떤 절차를 사용하든, 아무리 이상적이더라도, 유한한 수의 작업으로 어떤 집합체도 절대 영도로 줄일 수는 없다. (참조.)
광자-광자 상호작용은 디랙 전자-양전자 진공장과 같은 다른 장의 진공 상태와의 상호작용을 통해서만 발생할 수 있다. 이는 진공 편극 개념과 관련이 있다. 피터 W. 밀로니 (1994)에 따르면: "...모든 양자장은 영점 에너지와 진공 요동을 가진다." 이는 전자기장, 디랙 전자-양전자장 등 각 구성 장(다른 장이 개념적으로 없는 상태로 간주됨)에 대해 각각 양자 진공의 구성 요소가 있음을 의미한다. 밀로니 (1994)에 따르면, 진공 전자기장에 기인하는 일부 효과는 여러 가지 물리적 해석을 가질 수 있으며, 일부는 다른 것보다 더 전통적이다. 비전하 도체 판 사이의 카시미르 인력은 종종 진공 전자기장의 효과의 한 예로 제시된다. 슈윙거, 데라드, 밀턴 (1978)은 밀로니 (1994)에 의해 "진공이 모든 물리적 속성이 0인 상태로 진정으로 간주되는" 모델로 카시미르 효과를 유효하지만 비전통적으로 설명한 것으로 인용되었다. 이 모델에서 관찰된 현상은 소스 필드 효과라고 불리는 전자의 전자기장 움직임의 효과로 설명된다. 밀로니는 다음과 같이 썼다.
여기서 기본적인 아이디어는 카시미르 힘이 완전히 전통적인 QED에서도 소스 필드만으로 유도될 수 있다는 것이다. ... 밀로니는 진공 전자기장에 기인하는 측정 가능한 물리적 효과가 그 장만으로는 설명될 수 없으며, 전자의 자기 에너지 또는 그 복사 반응으로부터의 기여가 추가로 필요하다는 상세한 주장을 제공한다. 그는 다음과 같이 썼다. "복사 반응과 진공장은 램 이동, 반데르발스 힘, 카시미르 효과를 포함한 다양한 QED 과정의 물리적 해석에 있어서 동일한 것의 두 가지 측면이다."
이러한 관점은 재피 (2005)에 의해서도 언급되었다: "카시미르 힘은 진공 요동에 대한 언급 없이 계산될 수 있으며, QED의 다른 모든 관측 가능한 효과와 마찬가지로 미세 구조 상수 α가 0에 가까워질수록 사라진다."

## 같이 보기
- 쌍생성
- 진공 에너지
- 램 이동
- 거짓 진공 붕괴
- 압착된 결맞는 상태
- 양자 요동
- 샤른호르스트 효과
- 반데르발스 힘
- 카시미르 효과

## 더 읽어보기
- Free pdf copy of The Structured Vacuum – thinking about nothing by 요한 라펠스키 and Berndt Muller (1985) ISBN 3-87144-889-3.
- M. E. Peskin and D. V. Schroeder, An introduction to Quantum Field Theory.
- H. Genz, Nothingness: The Science of Empty Space.
- Puthoff, H. E.; Little, S. R.; Ibison, M. (2001). “Engineering the Zero-Point Field and Polarizable Vacuum for Interstellar Flight”. arXiv:astro-ph/0107316.
- E. W. Davis, V. L. Teofilo, B. Haisch, H. E. Puthoff, L. J. Nickisch, A. Rueda and D. C. Cole (2006), "Review of Experimental Concepts for Studying the Quantum Vacuum Field".